# Orkney (Sudafrica)
Orkney è un centro abitato del Sudafrica, situato nella provincia del Nordovest.